# Vier Unsterbliche
Die Vier Unsterblichen (vietn. Tứ bất tử, chữ Hán: 四不死) sind vier Gottheiten bzw. Geistwesen der vietnamesischen Mythologie, die im daoistisch geprägten Volksglauben als unsterbliche Heilige und Schutzpatrone verehrt werden. Sie sind das vietnamesische Gegenstück zu den Acht Unsterblichen Chinas. Das Zentrum ihrer Verehrung ist das Delta des Roten Flusses im Norden Vietnams. 
Es handelt sich um:
- Sơn Tinh (Tản Viên Sơn Thánh): Gott des Berges Tản Viên und Schutzpatron gegen Überschwemmungen
- Thánh Gióng (Phù Đổng Thiên Vương): ein Junge der auf wundersame Weise zu einem riesenhaften Krieger heranwächst und auf einem eisernen Pferd reitend Invasoren aus dem Norden besiegt
- Chử Đồng Tử: ein armer Fischer, der eine Prinzessin heiratet und mit einem magischen Schloss in den Himmel auffährt
- Liễu Hạnh: eine als Muttergöttin verehrte Tochter des Jadekaisers, ursprünglich ein lokaler Kult aus der Provinz Nam Định

Gemäß mittelalterlicher Texte kannte die vietnamesische Mythologie ursprünglich 27 Unsterbliche. Von diesen nahmen jedoch drei im Laufe der Zeit eine herausragende Rolle ein (nämlich Sơn Tinh, Thánh Gióng und Chử Đồng Tử). Im 16. Jahrhundert wurde mit Liễu Hạnh eine regionale Gottheit aus dem vietnamesischen Mutterkult (Đạo Mẫu) hinzugefügt. Als feststehende Gruppe wurden die vier Unsterblichen dann im 18. und 19. Jahrhundert organisiert.